# Iván Ramírez Quintero
Iván Ramírez Quintero (Roldanillo, Valle del Cauca, 1943) es un exmilitar colombiano, Mayor general del Ejército Nacional de Colombia. 

## Biografía
Ingeniero de Obras Civiles y Militares de la Escuela de Ingenieros, con título de Oficial del Ejército Nacional conferido por la Escuela Militar de Cadetes José María Córdoba. Estuvo al frente de la Dirección de Inteligencia del Ejército Nacional hasta 1992. Desde 1994 se desempeñó como comandante de la VIII Brigada y jefe de la Brigada XX (clausurada en 1998). En 1996 asumió como comandante de la Primera División. En 1997, como Inspector del Ejército Nacional. Ese mismo año, según el Washington Post, Estados Unidos le canceló la visa. Su último cargo, antes del retiro, lo ocupó en 1998 en Chile, en calidad de agregado militar. Fue llamado a declarar en el Caso del asesinato de Álvaro Gómez Hurtado.
Fue llamado a juicio por el caso de los desaparecidos durante la Retoma del Palacio de Justicia en 1985 en la cual participó tras la toma por parte del grupo guerrillero Movimiento 19 de abril (M-19). Fue absuelto de los cargos en 2011.
En abril de 2010 fue mencionado por el exjefe paramilitar de las Autodefensas Unidas de Colombia, Salvatore Mancuso como colaborador de las Autodefensas Unidas de Colombia.
Fue llamado a declarar por la Jurisdicción Especial de Paz en el caso del exterminio de la Unión Patriótica, en abril de 2021.el tribunal pertinente, lo expulsó en agosto de 2022, tras encontrar que no colaboró con sus objetivos de lograr verdad y justicia. “El compareciente no ha cumplido con los compromisos de verdad asumidos previamente y ha ignorado las condiciones establecidas [...] para aceptar su sometimiento. Ramírez Quintero incluso expresó su intención de evitar el proceso dialogado con la participación de las víctimas”, explicó entonces el tribunal en un comunicado de prensa. Esa expulsión le valió a Ramírez más problemas. En mayo de 2023, el Gobierno de Estados Unidos le prohibió la entrada a su país, por “graves violaciones de derechos humanos”.
Además, Ramírez ha sido señalado por Salvatore Mancuso, uno de los principales jefes de los desmovilizados paramilitares de las AUC, de haber colaborado con ese grupo ilegal. En sus declaraciones ante la JEP sobre operaciones conjuntas de las autodefensas con la fuerza pública, mencionó que contaron con el apoyo del general retirado para la masacre de El Aro (Ituango ,Antioquia), cometida en octubre de 1997 y una de las más sangrientas del conflicto, con 17 muertos y 5.000 desplazados. “(Las planeaciones) iniciaron desde la Casa Castaño cuando las pide Pedro Juan Moreno, secretario de Gobierno de Antioquia hasta el general Iván Ramírez y de ahí hasta la IV Brigada”. También dijo que Ramírez fue uno de los militares que apoyaron a los paramilitares en el secuestro de Leonor Palmera, hermana de Ricardo Palmera, cabecilla de las extintas FARC conocido como Simón Trinidad. La connivencia fue tal, según Mancuso, que Ramírez “abrió las puertas a todas los batallones y brigadas” adscritas a la Primera División del Ejército.
En junio de 2024 en un fallo en segunda instancia el General retirado fue sentenciado a 31 años y 10 meses de prisión, y Fernando Blanco Gómez, coronel también en retiro, por la desaparición forzada de Irma Franco en 1985, casi 39 años después, el Tribunal Superior de Bogotá informó que le dio la razón a la Fiscalía en su apelación contra una sentencia del juzgado 51 penal del circuito de Bogotá que, en diciembre de 2011, absolvió a Ramírez y Blanco Gómez por la desaparición forzada de Irma Franco, en coordinación con el coronel Edilberto Sánchez Rubiano, ordenó a los militares bajo su mando llevar al museo Casa del Florero, diagonal al Palacio, a las personas que rescataran con vida. En la histórica casa los militares realizaron labores de reconocimiento, identificación e interrogación. Allí llegó Irma Franco, según la sentencia del Tribunal, y nunca se volvió a saber de ella. Por eso la condena no es por delitos como tortura u homicidio, sino por desaparición forzada.
Además, el exagente de inteligencia José Leonairo Dorado Gaviria en una entrevista radial con un medio reveló que fue el general retirado Iván Ramírez Quintero quien dio la orden de asesinar a la guerrillera Irma Franco y la relación con otras desapariciones